# Dobřany (powiat Rychnov nad Kněžnou)
Dobřany – gmina w Czechach, w powiecie Rychnov nad Kněžnou, w kraju hradeckim. Według danych z dnia 1 stycznia 2013 liczyła 131 mieszkańców.